# Coralia Cartis
 (octobre 2024).
 (octobre 2024).
La mise en forme du texte ne suit pas les recommandations de Wikipédia : il faut le « wikifier ».
Les points d'amélioration suivants sont les cas les plus fréquents. Le détail des points à revoir est peut-être précisé sur la page de discussion.
- Les titres sont pré-formatés par le logiciel. Ils ne sont ni en capitales, ni en gras.
- Le texte ne doit pas être écrit en capitales (les noms de famille non plus), ni en gras, ni en italique, ni en « petit »…
- Le gras n'est utilisé que pour surligner le titre de l'article dans l'introduction, une seule fois.
- L'italique est rarement utilisé : mots en langue étrangère, titres d'œuvres, noms de bateaux, etc.
- Les citations ne sont pas en italique mais en corps de texte normal. Elles sont entourées par des guillemets français : « et ».
- Les listes à puces sont à éviter, des paragraphes rédigés étant largement préférés. Les tableaux sont à réserver à la présentation de données structurées (résultats, etc.).
- Les appels de note de bas de page (petits chiffres en exposant, introduits par l'outil «  Source ») sont à placer entre la fin de phrase et le point final[comme ça].
- Les liens internes (vers d'autres articles de Wikipédia) sont à choisir avec parcimonie. Créez des liens vers des articles approfondissant le sujet. Les termes génériques sans rapport avec le sujet sont à éviter, ainsi que les répétitions de liens vers un même terme.
- Les liens externes sont à placer uniquement dans une section « Liens externes », à la fin de l'article. Ces liens sont à choisir avec parcimonie suivant les règles définies. Si un lien sert de source à l'article, son insertion dans le texte est à faire par les notes de bas de page.
- La présentation des références doit suivre les conventions bibliographiques. Il est recommandé d'utiliser les modèles {{Ouvrage}}, {{Chapitre}}, {{Article}}, {{Lien web}} et/ou {{Bibliographie}}. Le mode d'édition visuel peut mettre en forme automatiquement les références.
- Insérer une infobox (cadre d'informations à droite) n'est pas obligatoire pour parachever la mise en page.

Pour une aide détaillée, merci de consulter Aide:Wikification.
Si vous pensez que ces points ont été résolus, vous pouvez retirer ce bandeau et améliorer la mise en forme d'un autre article.
Coralia Cartis est une mathématicienne roumaine de l'université d'Oxford dont les intérêts de recherche comprennent l'acquisition comprimée, l'analyse numérique et les méthodes de régularisation dans l'optimisation mathématique. À Oxford, elle est professeur d'optimisation numérique à l'Institut de mathématiques et chargée de cours au Balliol College.

## Biographie
Née à Cluj-Napoca, en Roumanie, Coralia Cartis obtient une licence en mathématiques de l'université Babeș-Bolyai, et termine son doctorat en 2005 à l'université de Cambridge. Sa thèse, On Interior Point Methods for Linear Programming, a été supervisée par Michael JD Powell. La même année, elle est l'une des lauréates du deuxième prix Leslie Fox d'analyse numérique. 
Après avoir travaillé comme chercheuse au Rutherford Appleton Laboratory et chercheuse postdoctorale à Oxford, elle devient maître de conférences à l'université d'Édimbourg en 2007. Elle prend son poste actuel à Oxford en 2013.
En 2018, elle devient membre du conseil scientifique du Smith Institute for Industrial Mathematics and System Engineering, et est conférencière plénière au cours de la 16ème conférence EUROPT sur les progrès de l'optimisation continue en Espagne.
Cartis est élue dans la promotion 2023 des SIAM Fellows.